# Dunn (Bischof)
Dunn († 747) war Bischof von Rochester. Er wurde wahrscheinlich 740 zum Bischof geweiht und trat im selben Jahr auch das Amt in Rochester an. Er starb 747.